# 3-тя армія (Австро-Угорщина)
3-тя армія (Австро-Угорщина) (нім. 3. Armee (Österreich-Ungarn) — польова армія австро-угорських сухопутних військ за часів Першої світової війни.

## Історія
3-тя армія (нім. 3. Armee) була сформована на початку серпня 1914 року для ведення війни на Східному фронті проти російської імператорської армії. Билася в основних битвах 1914—1915 років. У вересні 1915 після розгрому російських військ у Польщі, перекинута на Балкани, де взяла участь у другій наступальній операції німецько-австрійських військ, що майже знищили сербську армію. Після розгрому та окупації Королівства Чорногорія, армію передислокували на Італійський фронт, де вона активно діяла в битві біля Асіаго у травні 1916 року. Наприкінці 1916 3-ю армію вдруге перекинули на Східний фронт, де вона змагалася проти росіян до січня 1918 року, доки не була розформована.

## Командування

### Командувачі
- генерал кінноти Рудольф фон Брудерман (нім. Rudolf von Brudermann) (серпень — 3 вересня 1914);
- генерал піхоти Светозар Бороевіч фон Бойна (нім. Svetozar Boroević von Bojna) (4 вересня 1914 — 25 травня 1915);
- фельдцейхмейстер Пауль Пугалло фон Брлог (нім. Paul Puhallo von Brlog) (25 травня — 10 червня 1915);
- генерал кінноти Карл Терстянскі фон Надас (нім. Karl Tersztyánszky von Nádas) (7 — 27 вересня 1915);
- генерал-полковник Кьовесс фон Кевессаза (нім. Hermann Kövess von Kövessháza) (27 вересня 1915 — 20 жовтня 1916);
- генерал-полковник Карл Кіркбах ауф Лаутербах (нім. Karl von Kirchbach auf Lauterbach) (20 жовтня 1916 — 5 березня 1917);
- генерал-полковник Карл Терстянскі фон Надас (5 березня — 12 липня 1917);
- генерал-полковник Карл Крітек (нім. Karl Křitek) (12 липня 1917 — 12 січня 1918);